# Weymann 66
Weymann 66 (także CTW 66) – francuska łódź latająca z okresu okresu międzywojennego. 

## Historia
W 1930 roku francuskie lotnictwo ogłosiło konkurs na samolot dla policji i wojsk kolonialnych. Do tego konkursu przystąpiła także wytwórnia Société Anonyme des Etablissements Aéronautiques Charles Weymann, która przedstawiła łódź latającą oznaczona jako Weymann 66. Konstrukcja samolotu była oparta na konstrukcjach amerykańskiej firmy Sikorsky Aviation Division.
Prototyp samolotu został zbudowany w 1930 roku, lecz oblatany dopiero 30 sierpnia 1933 roku. Po dokonaniu kilku poprawek przedstawiono go jako gotowy do produkcji samolot i przekazany badań wojskowy w ramach konkursu. Komisja konkursowa ze zgłoszonych samolotów wybrała samolot Bloch MB.120.
Z uwagi na upadek wytwórni Société Anonyme des Etablissements Aéronautiques Charles Weymann w 1934 roku dalszych prac nad tym samolotem nie prowadzono. Zbudowano tylko 1 prototyp.

## Użycie w lotnictwie
Samolot Weymann 66 był używany do badań fabrycznych i wojskowych w ramach konkursu na samolot dla wojsk kolonialnych i policji kolonialnej.

## Opis techniczny
Samolot Weymann 66 był dwupłatową łodzią latającą o konstrukcji metalowej, kryty płótnem. 
Kadłub miał kształt łodzi, gdzie w przedniej części znajdowała się kabina załogi, za nią znajdowało się przedział dla 8 pasażerów lub pomieszczenie na ładunek o masie 800 kg. Dolny płat mocowany był do kadłuba, natomiast górny do dolnego za pomocą słupków. W górnym płacie zamontowano trzy gondole z silnikami, przy gondoli środkowego silnika umieszczono po obu stronach belki na końcu których zamontowano usterzenie tylne.
Napęd stanowiły 3 silniki gwiazdowe o mocy 300 KM każdy.